# Gettin' Up, Live: at Buddy Guy's Legends, Rosa's & Lurrie's Home
Gettin' Up, Live: at Buddy Guy's Legends, Rosa's & Lurrie's Home — концертний альбом американських блюзових музикантів Кері і Леррі Беллів, випущений у 2007 році лейблом Delmark.

## Опис
Кері Беллу виповнилося 70 років невдовзі після серії цих концертних записів. У Кері Белла стався серцевий напад і він зламав стегно, провівши у лікарні чотири місяці. Через три дні після того, як його виписали з лікарні, він попрямував до Чикаго для концерту з Леррі Беллом, перебуваючи на інвалідному візку.
Леррі Белл, старший син Кері, записав декілька альбомів зі своїм батьком починаючи з Heartaches and Pain 1977 року (Delmark 666). Після випуску Mercurial Son (Delmark 679) гітарист здобув популярність. Після 30-річної перерви Кері і Леррі Белли знову об'єдналися разом для запису цього CD. Концерт був записаний в трьох клубах Rosa's Lounge, Lurrie's Home і Buddy Guy's Legend. 
Цей концерт також був випущений Delmark на DVD.

## Список композицій
Rosa's Lounge, 27 липня 2006
1. «What My Mama Told Me» (Еймос Блейкмор) — 5:14
2. «Gettin' Up» (Кері Белл Гаррінтгон) — 7:13
3. «Baby Please Don't Go» (Джо Вільямс) — 3:34
4. «Bell's Back» (Кері Белл Гаррінтгон) — 4:01

Buddy Guy's Legend, 21 жовтня 2006
1. «One Day» (Кері Белл Гаррінтгон) — 5:44
2. «Leaving in the Morning» (Волтер Джейкобс) — 2:53
3. «Last Night» (Волтер Джейкобс) — 7:47
4. «Low Down Dirty Shame» (Кері Белл Гаррінтгон) — 5:12

Lurrie's Home, 28 липня 2006
1. «Broke and Hungry» (Джон Естес) — 6:41
2. «When I Get Drunk» (Гендерсон, Семпл) — 4:51
3. «Short Dress Woman» (Джон «Дж. Т.» Браун) — 5:16
4. «Stand by Me» (народна) — 2:44

## Учасники запису
- Кері Белл — вокал, губна гармоніка
- Леррі Белл — вокал (3, 12), гітара
- Скотт Кейбл — гітара (3, 5—8)
- Рузвельт Пьюріфой — фортепіано
- Боб Строджер (1—4), Джо Томас (5—8) — бас
- Браєн Б. Дж. Джонс (1—4), Кенні Сміт (5—8) — ударні

Технічний персонал
- Роберт Кестер, Стів Вагнер — продюсер
- Стів Вагнер, Ерік Буткус, Дейв Катцман — запис, змішування, мастеринг
- Дейв Форт — дизайн
- Стів Вагнер — фотографія